# Daniel Dreyfous-Ducas
Pour les articles homonymes, voir Dreyfous et Ducas.
Daniel Dreyfous-Ducas, né le 11 juin 1914 à Paris 16e et mort à Paris 10e le 10 mars 1985, est un militaire de la France libre, Compagnon de la Libération par décret du 17 novembre 1945, et homme politique français.

## Décorations
- Commandeur de la Légion d'honneur
- Compagnon de la Libération par décret du 17 novembre 1945[2]
- Croix de guerre 1939–1945 (3 citations)
- Médaille de la Résistance française par décret du 24 avril 1946[3]
- Médaille coloniale avec agrafes « Libye » - « Bir-Hakeim »
- Médaille commémorative des services volontaires dans la France libre
- Silver Star Medal (USA)